# Amtsbezirk Holebüll
Der Amtsbezirk Holebüll war ein Amtsbezirk im Kreis Apenrade in der Provinz Schleswig-Holstein.
Der Amtsbezirk wurde 1889 gebildet und umfasste den im Kreis Apenrade gelegenen Teil des Forstgutsbezirks Glücksburg und die folgenden Gemeinden:  
1. Gehlau
2. Hockerup
3. Holebüll
4. Kielstrupholz
5. Ostergeil
6. Wilsbek

1920 wurde der Amtsbezirk aufgelöst und die Gemeinden aufgrund der Volksabstimmung in Schleswig an Dänemark abgetreten.